# درانگ ناخ استن

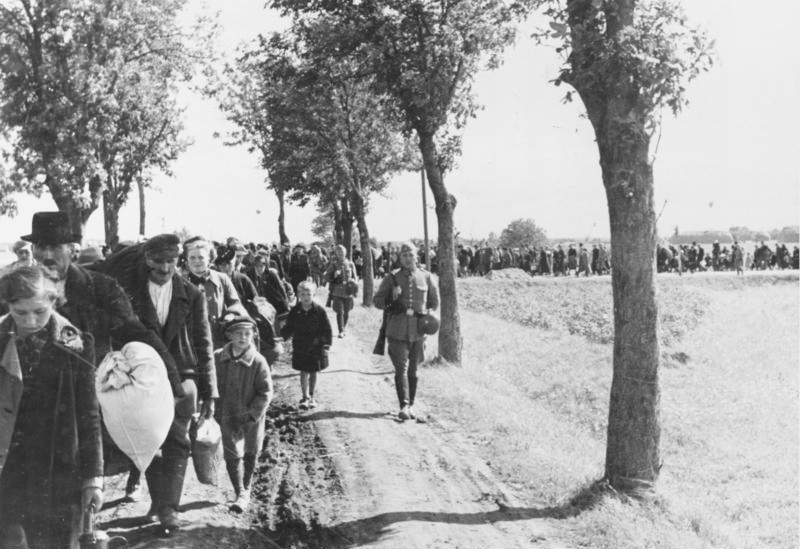
اخراج لهستانی‌ها پس از تهاجم آلمان به لهستان در سال ۱۹۳۹ میلادی. لهستانی‌ها از خانه‌های خویش رانده می‌شدند تا جا برای مهاجرین آلمانی که جزئی از برنامه آلمانی سازی غرب لهستان بودند باز شود.

درانگ ناخ استن (به آلمانی: Drang nach Osten) به معنی «حرکت به سمت شرق» اصطلاحی بود که در قرن ۱۹ میلادی برای بیان گسترش آلمانی‌ها به سمت شرق ایجاد گشت. این عبارت یکی از شعارهای اصلی جنبش‌های ملی‌گرایانه آلمانی در قرن ۱۹ بود. در پاره‌ای از مباحث تاریخی لفظ درانگ ناخ اوستن ترکیبی است از اقامتگاه‌های تاریخی آلمانی‌ها در مرکز و شرق اروپا، لشکرکشی‌های قرون وسطی مانند آنچه که شوالیه‌های تتونیک انجام دادند (بنگرید به جنگ‌های صلیبی شمالی) و سیاست‌های آلمانی سازی دولت‌های مدرن آلمانی مانند آنچه نازی‌ها در سیاست لبنسراوم متجلی ساختند.
در لهستان این عبارت جهت توصیف برنامه‌های آلمانی سازی لهستان به کار می‌رفت اما در آلمان این شعار جزئی از یک میل ملی‌گرایانه عمیق‌تر جهت بیان نظریه برتری فرهنگ آلمان و ستایش آلمانی‌ها شرقی بود.
مفهوم درانگ ناخ استن یکی از پایه‌های اساسی ملی‌گرایی آلمانی و ایدئولوژی نازیسم بود. آنچنان که آدولف هیتلر در ۷ فوریه ۱۹۴۵ گفته‌است: «ریشه‌های نژاد ما تنها و تنها باید به سمت شرق گسترده گردد. این تقدیری است که خود طبیعت برای گسترش مردمان آلمانی تعیین نموده‌است.»